# Sabine Blümel
Sabine Blümel (* 8. Dezember 1958) ist eine deutsche Kommunalpolitikerin (parteilos) und Verwaltungsfachfrau. Vom 17. März 2016 bis zum 15. März 2023 war sie Bürgermeisterin der Hansestadt Salzwedel (Sachsen-Anhalt).

## Beruflicher Werdegang
Blümel machte eine finanzverwaltungstechnische Ausbildung, ist Beamtin und arbeitete im Finanzministerium des Landes Sachsen-Anhalt.

## Politische Karriere
Blümel war ab 1994 im Gemeinderat der Dorfgemeinde Tylsen aktiv und ab 2000 dort Bürgermeisterin.
Seit 2014 ist Blümel Mitglied im Stadtrat von Salzwedel.
Blümel kandidierte bei der Bürgermeisterwahl 2015 für das Amt in Salzwedel. Bei der Stichwahl am 8. März 2015 besiegte sie die bisherige Bürgermeisterin Sabine Danicke (parteilos) mit nur drei Stimmen Mehrheit. Sie wurde bei der Stichwahl unterstützt von der Wählergruppe Salzwedel-Land, der CDU, der SPD und der Wählervereinigung Freie Liste Für Salzwedel. Die Gültigkeit der Wahl wurde wegen Unstimmigkeiten angefochten, aber ein Jahr später per Gerichtsbeschluss als gültig anerkannt. So trat Sabine Blümel das Amt des Bürgermeisterin der Hansestadt Salzwedel ohne weitere Wahl am 17. März 2016 an.
Ihr erklärtes Ziel war die Konsolidierung der finanziellen Lage der Hansestadt Salzwedel. Um die Handlungsfähigkeit der Stadt zu erhalten, setzte sie zusammen mit dem Stadtrat ein mehrstufiges Maßnahmenpaket um. Dieses beinhaltete:
- den Verkauf von rund 1400 Hektar Stadtwald
- Veräußerung von 16.542 Avacon-Aktien
- die Auflösung der Jeetze-Landschaftssanierung
- sowie die Auflösung des Kultour-Eigenbetriebs und Eingliederung in die Stadtverwaltung.

Zusätzlich beantragte sie drei Millionen Euro als zinslosen Kredit vom Land.
Gegen den Verkauf des Stadtwaldes wurde eine Petition mit 47.638 Unterschriften eingereicht. Eine knappe Mehrheit im Stadtrat stimmte jedoch für den Antrag der Bürgermeisterin: der Stadtwald wurde an eine jagdinteressierte Familie verkauft, die den Wald für Treibjadgen erhalten will.
2019 initiierte Sabine Blümel eine Petition zur Reformierung des Eisenbahnkreuzungsgesetzes. Gemeinsam mit anderen Bürgermeistern und Landräten entlang der Eisenbahnstrecke 6899 Stendal – Uelzen (Verkehrsprojekt Deutsche Einheit Nr. 3) fordert sie in der Petition eine Anpassung der Ausbaukosten.
„Das aus den 1960er Jahren stammende Eisenbahnkreuzungsgesetz (EKrG) verpflichtet gemäß §13 die pauschale Beteiligung der Träger der Straßenbaulast an den Kosten für die Kreuzungsmaßnahmen zu einem Drittel – ungeachtet der tatsächlichen Kosten der Baulastträger. Entsprechend werden die Straßenbaulastträger regelmäßig und unverhältnismäßig an den steigenden Investitionskosten beteiligt.“